# Alvin Leung
Alvin Leung King-lon (tiếng Trung: 梁經倫 Lương Kinh Luân; sinh năm 1961), là một đầu bếp và nhân vật truyền hình người Hồng Kông gốc Anh. Ông giữ hai ngôi sao Michelin tại nhà hàng Bo Innovation và một ngôi sao Michelin tại Bo London. Anh có biệt danh là Đầu bếp quỷ (The Demon Chef), và đã phát minh ra phong cách ẩm thực của riêng mình mà anh ta gọi là X-Treme Trung Quốc, bao gồm các bữa ăn có tên kì lạ như bao cao su ăn được trên bãi biển nấm. Anh ấy đã chi 1,7 triệu bảng vào nhà hàng thứ hai của mình, Bo London, có trụ sở tại Mayfair, London. Nó đóng cửa sau một năm trong kinh doanh. Một nhà hàng khác, Bo Shanghai đã được mở tại Thượng Hải, Trung Quốc.

## Sự nghiệp
Leung sinh ra ở London vào năm 1961, là anh cả trong bốn anh em, và được nuôi dưỡng tại Scarborough, Ontario, Canada. Công việc đầu tiên của anh trong thế giới ẩm thực là làm bồi bàn, nhưng sau đó được đào tạo thành kỹ sư. Ông chuyển đến Hồng Kông và mua một cơ sơ bán đồ uống có cồn trái phép gọi là "Bo Inosaki" với giá 3.000 £, đổi tên nó thành Bo Innovation.
Là một đầu bếp tự học, Leung tự đặt cho mình biệt danh "Đầu bếp quỷ (The Demon Chef)" và được biết đến với phong cách nấu ăn mà anh gọi là "X-Treme Trung Quốc". Ông mô tả biệt danh Quỷ (Demon) bắt nguồn từ tiếng Hy Lạp "Daimôn", có nghĩa là "tinh thần tốt". Trong khi X-Treme Trung Quốc là sự kết hợp giữa ẩm thực kết hợp và ẩm thực phân tử, và có nghĩa là cho thấy thực phẩm anh ta tạo ra đang đẩy lùi các giới hạn.
Các món ăn của anh tại Bo Innovation bao gồm một món gọi là "Sex on a Beach (Tình dục trên bãi biển)" bao gồm một bao cao su ăn được làm từ konjac và kappa trên một bãi biển làm từ nấm. Bản thân bao cao su chứa đầy hỗn hợp mật ong và giăm bông. Tất cả số tiền thu được từ món ăn đó đều dành cho Tổ chức từ thiện AIDS. Nhà hàng của anh tại Hồng Kông nhận được hai ngôi sao trong Michelin Guide bắt đầu năm 2009 tại Hồng Kông và Ma Cao, sau đó nâng cấp lên ba ngôi sao vào năm 2014, và vào năm 2012 được xếp hạng ở vị trí thứ 52 trong danh sách các Nhà hàng tốt nhất thế giới.
Vào tháng 12 năm 2012, Leung đã mở một nhà hàng thứ hai, Bo London, ở London, Vương quốc Anh. Trong vòng 10 tháng kể từ khi khai trương, Bo London đã có được ngôi sao Michelin đầu tiên. Leung nói rằng ông dự định sẽ phục vụ đồ ăn cổ điển của Anh như các món ăn thường được phục vụ tại giường &amp; bữa sáng, nhưng với các nguyên liệu Trung Quốc. Ông đã chi 500.000 bảng cho trang web ở phố Mill, Mayfair và cùng với việc trang bị nhà hàng dự kiến sẽ chi khoảng 1 bảng   Triệu về nhà hàng. Vào tháng 3 năm 2014, nhà hàng đã đóng cửa sau khi 'rò rỉ nước nghiêm trọng'.
Anh xuất hiện trong tập tám của chương trình du lịch nấu ăn của Bravo Around the World in 80 Plates. Tập phim được đặt theo tên ông, mang tên "Nuôi dưỡng Quỷ". Cùng với người chiến thắng MasterChef Canada mùa 1, Eric Chong, Leung hiện đang mở một nhà hàng có tên R & D ở Toronto. Nhà hàng đã được khai trương vào đầu năm 2015 và được đặt theo biệt danh của Chong và Leung, "Rebel" và "Demon".
Leung phục vụ như một trong ba giám khảo ở Vua đầu bếp Canada. Anh ấy cũng phục vụ như là một trong những giám khảo trong chương trình " Stars Stars " của Kênh 5 MediaCorp. Ông cũng tham gia chương trình Người nghe Tập "Amuse Bouche" với vai trò giám khảo trong một chương trình truyền hình thực tế, Five Star Chef.
Vào tháng 10 năm 2017, Leung đang mở một nhà hàng Tây Ban Nha tên là Plato 86 và một quán ăn vịt quay Bắc Kinh có tên là The Forbidden Duck ở Hồng Kông. Vào tháng 4 năm 2018, Leung sẽ mở rộng thành công của mình tại nhà hàng Forbidden Duck ở Hồng Kông, mở một cửa hàng khác tại Singapore.
Anh cũng chuẩn bị ra mắt cuốn sách đầu tiên của mình mang tên My Hong Kong.

## Đời tư
Leung kết hôn với Abby Wong, và có một cô con gái và con rể.